# Justizamt Caymen und Schaaken
Das Justizamt Caymen und Schaaken war von 1826 bis 1847 ein preußisches Gericht mit Sitz in Königsberg (Preußen).

## Geschichte
Die Justizämter in Ostpreußen waren für die Staatsdomänen zuständig. 1826 wurden die Justizämter Caymen und Schaaken zu einem gemeinsamen Justizamt kombiniert. Es war ein Gericht 2. Klasse im Sprengel des Oberlandesgerichts Königsberg.
1837 umfasste der Gerichtsbezirk 76 Ortschaften mit 9423 Gerichtseingesessenen. Am Gericht waren ein Justizamtmann und drei Mitarbeiter beschäftigt. Gerichtstage wurden in Caymen und Schaaken gehalten.
Im Jahr 1847 wurde das Justizamt Caymen und Schaaken aufgelöst und sein Sprengel dem Landgericht Königsberg zugeordnet.